# Inheritance (tiểu thuyết)
Inheritance (Di sản thừa kế) là cuốn sách thứ tư và cuối cùng trong bộ Inheritance Cycle của nhà văn người Mỹ Christopher Paolini.
Theo dự tính ban đầu của tác giả, bộ Inheritance Cycle chỉ bao gồm có 3 cuốn, nhưng trong quá trình viết sách, tác giả đã tăng độ dài của cuốn Hỏa kiếm, và cuốn sách được chia làm 2 phần được xuất bản riêng lẻ.
Kể từ khi viết xong Di sản thừa kế, tác giả Paolini đã bày tỏ kế hoạch tương lai là mở rộng câu chuyện về vương quốc Alagaësia và bộ Inheritance Cycle. Trong một bài phỏng vấn, anh đã nói về những ý định chính cho "cuốn sách thứ năm", một câu chuyện xoay quanh nhân vật Brom, tác giả cũng cho biết đã lên kế hoạch về hơn 7 câu chuyện diễn ra ở Alagaësia."

## Cốt truyện
Di sản thừa kế bắt đầu khi quân Varden tấn công Belatona, một thành phố của Đế quốc. Trong trận chiến, Saphira, cô em rồng của Eragon, suýt bị giết chết bởi một Dauthdaert (ngọn giáo chết chóc) có tên là Niernen - vốn là một vũ khí được chế tạo từ thời Chiến tranh Rồng nhằm phá hủy hàng rào bảo vệ ma thuật và tiêu diệt rồng. Belatona nhanh chóng bị Varden nắm giữ, và sau đó một mối liên hệ đồng minh được thành lập giữa Varden và các ma mèo. Grimmr (vua của các ma mèo) yêu cầu một vị trí bên cạnh ngai vàng ở Urû'baen nếu Varden chiến thắng cho cái giá của sự liên minh này.
Sau đó, người anh họ Roran của Eragon được giao cho nhiệm vụ khó khăn là đánh chiếm thành phố Aroughs. Roran liều mình thực hiện kế hoạch táo bạo của mình và Aroughs bị khuất phục, mặc dù quân của Roran bị thương rất nhiều. Roran quay trở lại khi Varden đã tiến đến Dras-Leona và đang lên kế hoạch tấn công thành phố này. Murtagh và con rồng Thorn của hắn đang bảo vệ tại đây, do đó Varden không có cơ may nào để tấn công thành phố trực tiếp. Học giả Joed tìm ra thông tin về lối vào của hệ thống cống rãnh xây dựng dở dang dưới lòng thành phố. Tin vào giả thuyết về sự tồn tại của đường hầm bí mật này, Eragon dẫn đầu một nhóm nhỏ (gồm Eragon, Arya, bà lang Angela, mèo ma Solembum, và một thần tiên vệ sĩ tên Wyrden) tiến vào thành phố để mở cổng thành cho quân Varden. Sự thật là đường hầm được sử dụng bởi các giáo sĩ của Helgrind, bà lang Angela và ma mèo Solembum bị đám giáo sĩ chia cắt khỏi nhóm, Wyrden bị chết vì bẫy chông, Eragon và Arya bị bắt. Giận dữ vì Eragon đã giết chết thần linh đã chúng (chính là lũ Ra'zac), các giáo sĩ Helgrind đã đem Eragon và Arya để tế thần cho lũ Ra'zac vừa nở khỏi trứng. Bị trói và treo trên cao, Eragon và Arya đã cố gắng tự làm mình bị thương để thoát khỏi dây xích, cho đến khi Angela và Solembum giải cứu. Eragon sau đó đã mở được cổng thành và đánh bại Murtagh và Thorn, cho phép Varden nắm giữ thành phố. Nhưng vào nửa đêm, Murtagh và Thorn tấn công doanh trại của Varden và bắt đi thủ lĩnh Nasuada. Vắng mặt cô, Eragon nhắm giữ vai trò thủ lĩnh và tiến quân về thủ đô Urû'baen.
Eragon nhớ tới lời khuyên của mèo ma Solembum (trong cuốn đầu tiên Eragon) nói về Tảng đá Kuthian và Hầm mộ của những linh hồn. Anh gọi Solembum tới lều và hỏi nó về Tảng đá Kuthian, nhưng mèo ma không biết điều gì. Trong lúc đối thoại, Solembum thình lình mất điều khiển và nói với Eragon bằng một giọng nói lạ, sau đó thì nó không nhớ những gì nó vừa nói. Eragon khám phá ra Hầm mộ linh hồn nằm ở trên đảo Vroengard. Sau đó anh kể với rồng đỏ Glaedr về Hầm mộ nhưng Glaedr quên nó ngay lập tức. Eragon nhận ra là có một pháp thuật làm cho tất cả mọi người ở Alagaesia - trừ Saphira và anh - quên ngay lập tức về Hầm mộ linh hồn và Tảng đá Kuthian. Sau khi thuyết phục được Gleadr tin vào sự tồn tại của chúng, rồng vàng khuyên 2 anh em Eragon và Saphira nên đi tìm hiểu ngay lập tức nguồn gốc của pháp thuật mạnh mẽ này, vì điều này có thể giúp họ chiến thắng Galbatorix. Eragon mang theo Eldunarí (tim-của-tim) của Glaedr trong chuyến bay tới thành phố Doru Araeba trên đảo Vroengard, quê hương của các Kỵ sĩ rồng.
Để mở được Hòn đá Kuthian, Eragon và Saphira phải nói tên thật của mình. Sau vài ngày, họ tìm ra tên thật và hòn đá mở ra. Bên trong, cả ba tìm ra một hang động tích trữ Eldunarí và trứng rồng được giấu kín trước khi Galbatorix tiêu diệt các Kỵ sĩ rồng. Umaroth, con rồng của Vrael (chỉ huy cuối cùng của các Kỵ sĩ) nói cho tất cả về các Eldunarí, bảo rằng đã đến lúc chúng xuất đầu lộ diện và giúp đỡ Eragon và Varden đánh bại Galbatorix. Eragon và tất cả rời khỏi Vroengard, chỉ để lại 5 Eldunarí tình nguyện ở lại để bảo vệ trứng rồng, và ngay lúc họ vượt qua tảng đá để lên mặt đất, ký ức của họ về các tim rồng bị xóa sạch. Họ bay đến Urû'baen, tại đây binh đoàn liên minh của Varden, thần tiên (dẫn đầu bởi Nữ hoàng Islanzadí), ma mèo (dẫn đầu bởi Grimmr Halfpaw), Urgal (dẫn đầu bởi Nar Garzhvog) và người lùn (vua Orik đứng đầu) đã sẵn sàng để tấn công Urû'baen.
Eragon và Saphira đến Urû'baen khi trận chiến sắp bắt đầu. Sự thật về các Eldunarí được tiết lộ cho các thủ lĩnh của Varden và tất cả cùng lên kế hoạch tấn công thành phố. Quân Varden tấn công Urû'baen trong khi Eragon, Saphira, Arya, Elva, và 11 thần tiên dẫn đầu bởi tiên ông Blödhgarm đột nhập vào thành trì của Galbatorix. Họ cẩn thận tìm đến phòng ngai vàng sau khi vượt qua hàng loạt cái bẫy, nhóm 11 thần tiên vì bảo vệ cho Eragon nên bị trúng pháp thuật và bắt giữ. Trong phòng ngai vàng, Galbatorix làm nhục ý chí của Eragon, Saphira, Arya, và Elva, cho họ biết rằng hắn đã tìm ra được Từ của từ, hay tên thật của cổ ngữ. Với sức mạnh của Từ, hắn đã điều khiển được việc sử dụng ma thuật bằng cổ ngữ. Galbatorix yêu cầu Murtagh và Eragon chiến đấu với nhau chỉ sử dụng kiếm, Eragon đánh bại Murtagh. Lời tuyên thệ của Murtagh với Galbatorix đã bị phá vỡ vì tên thật của Murtagh thay đổi, anh sử dụng Từ để phá bỏ lớp bảo vệ của Galbatorix. Tức điên lên, Galbatorix đánh trả Murtagh vô ý thức và tấn công Eragon bằng ý chí, trong khi Saphira và Thorn tấn công con rồng đen Shruikan. Sử dụng sức mạnh từ Eldunarí, Eragon đã phóng ra một câu thần chú làm cho Galbatorix phải thấu hiểu tội lỗi của hắn, và trải qua những đau khổ mà hắn đã gây ra. Trong lúc đó, Arya giết chết Shruikan bằng ngọn giáo Dauthdaert. Khi nỗi đau và sự giận dữ mà hắn gây ra vượt quá khả năng chịu đựng, Galbatorix phải tự phá hủy bản thân, gây ra một vụ nổ hủy diệt một phần lớn thành phố Urû'baen. Eragon sử dụng năng lượng từ Eldunarí và bảo vệ mọi người trong thành trì.
Murtagh và Thorn, được giải phóng khỏi lời thề trung thành với Galbatorix, quyết định bay về phương bắc để có thời gian tự suy xét bản thân. Trước khi rời khỏi, Murtagh dạy cho Eragon về Từ, sau đó từ biệt như 2 người anh em. Nasuada, sau cuộc tranh luận gay gắt với các thủ lĩnh của Varden, trở thành Nữ hoàng của toàn dân Alagaesia, vua Orrin của nước Surda tuyên thệ đồng minh với cô. Arya trở về Du Weldenvarden để tham gia chọn ra một nữ hoàng mới cho thần tiên sau khi cái chết của mẹ cô, Nữ hoàng Islanzadí, trong trận chiến. Thần tiên chọn Arya làm nữ hoàng. Quả trứng cuối cùng trong tay Galbatorix nở ra cho Arya một con rồng xanh lục. Arya trở thành một Kỵ sĩ với con rồng Fírnen.
Eragon tạo ra một thần chú mới giữa Kỵ sĩ và Rồng, cho phép cả người lùn và Urgal đều có thể trở thành Kỵ sĩ. Eragon nhận ra tại Alagaesia không có nơi nào an toàn để cho trứng rồng nở và huân luyện các Kỵ sĩ mới, nên quyết định chuyển các Eldunarí và trứng rồng đến vùng viễn đông chưa được khai phá của Alagaesia, chỉ để lại 2 quả trứng: một cho người lùn, và một cho Urgal. Khi những Kỵ sĩ tương lai này du hành đến nơi huấn luyện mới của Eragon, những quả trứng khác sẽ tiếp tục được gửi về Alagaesia. Eragon bảo rằng anh sẽ không bao giờ trở về Alagaesia nữa, và rời xa đất nước với Saphira.